# Martin Koopman
Martin Koopman (Wezep, 5 giugno 1956) è un allenatore di calcio, dirigente sportivo ed ex calciatore olandese, di ruolo difensore.